# Central Manitoulin
Central Manitoulin – gmina (ang. township) w Kanadzie, w prowincji Ontario, w dystrykcie Manitoulin.
Powierzchnia Central Manitoulin to 431,57 km². Według danych spisu powszechnego z roku 2001 Central Manitoulin liczy 1907 mieszkańców, a gęstość zaludnienia wynosi 4,42 os./km².

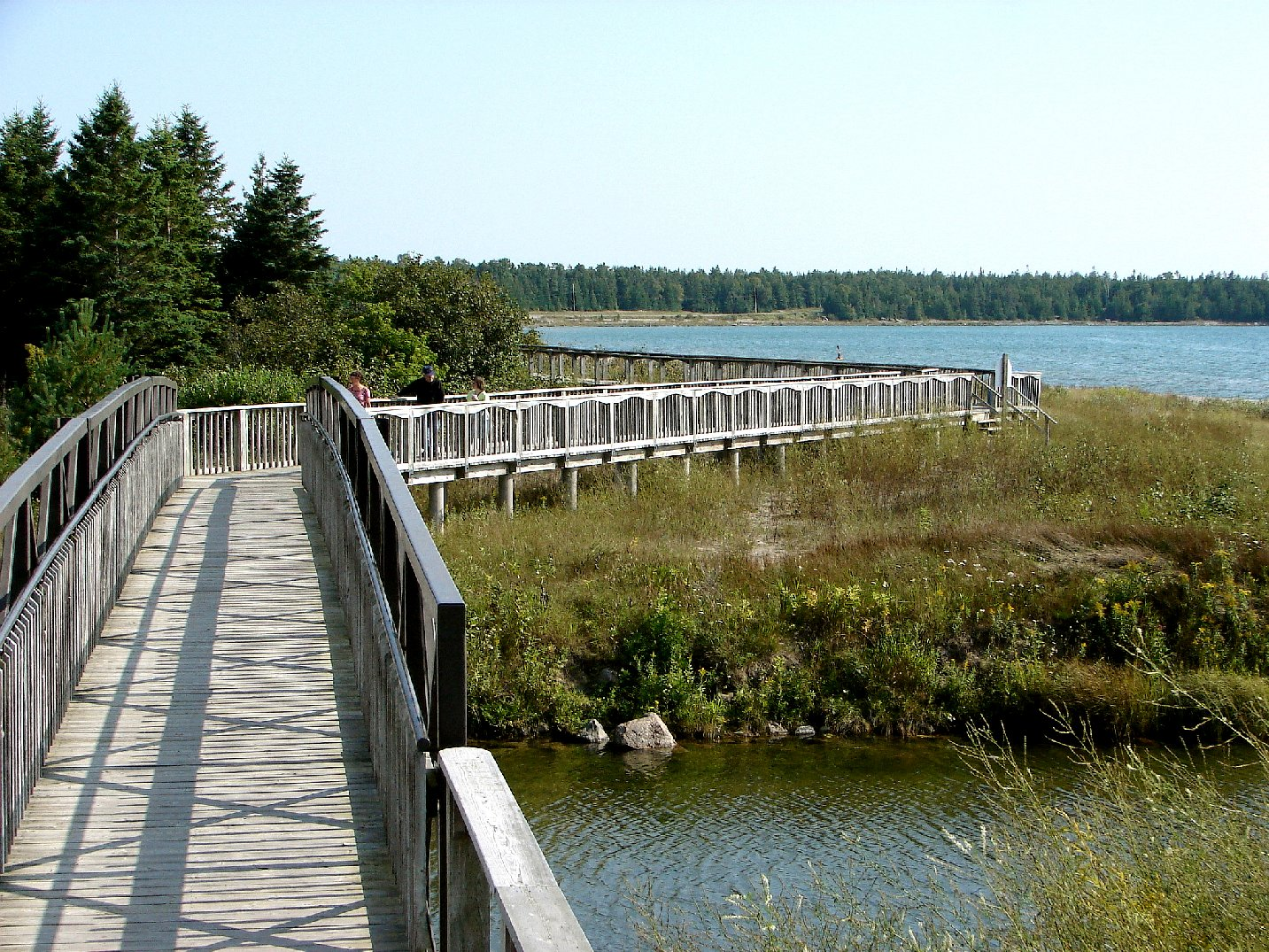
Providence Bay